# Michelle Morgan
Pour les articles homonymes, voir Michèle Morgan et Morgan.
Michelle Morgan, née le 16 juillet 1981, est une actrice canadienne.
Depuis 2007, elle est connue pour son rôle de Lou Fleming dans la série Heartland.

## Biographie

### Carrière
Depuis 2007, elle apparaît dans la série Heartland dans le rôle de Lou Fleming, la sœur d'Amy.
En janvier 2008, elle est apparue dans Stargate Atlantis où elle avait le rôle de FRAN, puis le rôle d'Elizabeth Weir sous la forme de FRAN, un réplicateur humanoïde créé par le docteur Rodney Mckay (David Hewlett). La même année elle joue un rôle dans le film Chronique des morts-vivants (Diary of the dead) de George A. Romero. Elle joue aussi le rôle de la mère de Queen dans la série Good Doctor

### Vie privée
Le 30 juin 2012, elle a épousé le producteur de films Derek Tisdelle. Ils ont trois enfants, Mara Carmen, Noah Santiago et Celeste.

## Filmographie

### Cinéma
- 2007 : Chronique des morts-vivants : Debra Moynihan
- 2008 : Confessions of a Porn Addict (en) : la fausse Felice

### Télévision

#### Séries télévisées
- 2005 : Die Patriarchin (mini-serie) : Onyangos Tochter
- 2006 : Les Dernières 24 heures de... (épisode 5) : Lauren Bessette
- depuis 2007 : Heartland (rôle principal) : Lou Fleming (rôle principal - 241 épisodes)
- 2007 : Across the River to Motor City (saison 1, épisodes 1 & 3) : la serveuse
- 2008 : The L Word (saison 5, épisode 2 : Look Out, Here They Come !) : Abigail
- 2008 : Stargate Atlantis (saison 4, épisode 11 : Alliance forcée (2/3)) : FRAN
- 2008 : Stargate Atlantis (saison 5, épisode 5 : Les Fantômes du passé) : Elizabeth Weir
- 2010 : Bunny Hug (saison 1, épisodes 1, 2 & 3) : Celeste
- 2013 : Package Deal (saison 1, épisode 8) : Stacey
- 2015 : Supernatural (saison 10, épisode 15) : Jemma Verson
- 2017 : Good Doctor (saison 1, épisode 14) : mère de Quinn
- 2018 : Deep Six : Athea
- 2019 : Hudson (saison 1, épisodes 1, 4, 5 & 6) : Lou
- 2019-2020 : Batwoman (saison 1, épisodes 1 & 15) : Gabi Kane
- 2022 : The Imperfects (saison 1, 2 épisodes)  : mère de Zoé
- 2024 : Tracker (saison 1 épisode 6) : Tina
- 2024: Virgin River ( saison 6 episode 6 ) : Mandy ( premiere épouse de Jack Sheridan dont elle est divorcée )

#### Téléfilms
- 1999 : Dangereuse conduite (Road Rage) de Deran Sarafian : Rebecca
- 2007 : Fire Serpent de John Terlesky : Donna Marks
- 2010 : A Heartland Christmas de Dean Bennett : Lou Fleming
- 2016 : Un sapin sur le toit (The Rooftop Christmas Tree) de David Winning : Sarah Wright
- 2017 : Âmes sœurs.com (While You Were Dating) de David Winning : Kim
- 2017 : Un Noël pour se retrouver (A Very Country Christmas) de Justin G. Dyck : Mary